# Chileense nationale volksraadpleging 1978
De Chileense nationale volksraadpleging van 1978 was de eerste van een reeks referenda die de dictatoriale regering onder president Augusto Pinochet tijdens zijn langdurige bewind (1973-1990) hield. Bij het referendum van 1978 werd de kiesgerechtigden gevraagd zich uit te spreken over de legitimiteit van de militaire junta en gebruik van machtsmiddelen tegen de zogenaamde "binnenlandse vijanden". Een meerderheid van 78,80% van de kiezers gaf haar goedkeuring ("Ja") aan het regeringsoptreden.

## Uitslag
| Chileens referendum van 1978  | Chileens referendum van 1978 | Chileens referendum van 1978 |
| Uitslag                       | Uitslag                      | Uitslag                      |
|                               | stemmen                      | percentage                   |
| ----------------------------- | ---------------------------- | ---------------------------- |
| "Ja"                          | 4.012.023                    | 78,60%                       |
| "Neen"                        | 1.092.226                    | 21,40%                       |
| Geldig uitgebrachte stemmen   | 5.104.249                    | 100%                         |
| Ongeldig uitgebrachte stemmen | 244.923                      |                              |
| Totaal uitgebrachte stemmen   | 5.349.172                    |                              |
| Bron: Plebiscito 1978         |                              |                              |